# 周文 (秦末)
周 文（しゅう ぶん、? - 紀元前208年）は、陳勝・呉広の乱を起こした陳勝に仕えた将軍。字は章。周章とも呼ばれる。函谷関を突破し、秦の都・咸陽に迫ったが、秦の章邯に敗れて自殺した。

## 生涯
陳に住んでおり、賢人と呼ばれていた。かつて、楚の将軍である項燕のもとで視日（時期、吉凶、挙動を占う官職）となり、春申君に仕えていたことがあった。軍事に習熟していることを自称していた。
二世元年（紀元前209年）7月、陳勝・呉広の乱が起こる。陳勝たちは陳を制圧すると、陳勝は国号を張楚とし、王を名乗った。
同年8月、陳勝は、仮王である呉広に秦を討たせ、滎陽を攻撃させた。呉広は滎陽を囲んだが、落城させることができなかった。
陳勝は周文が軍事に練達していると聞きつけると、周文に将軍の印綬を与え（将軍に任命して）、西方の秦（の本拠地である咸陽）を攻撃させる。周文は行く先々で兵を集めて、函谷関に到着した。兵車は千乗、兵は数十万となっており、かつて何人も破れなかった函谷関を突破する。
同年9月、周文は戯に軍陣を布いた。
秦では、少府の章邯に命じて、酈山にいる囚人や奴隷を放免して、全て駆り出して張楚の大軍を攻撃させる。周文は敗走して、函谷関を脱出した。
この頃、陳勝に仕えていた張耳と陳余が邯鄲において、周文が函谷関を突破して戯に軍陣を布いた上で秦軍に敗北して退却したことを知り、将軍の武臣に自立を進言したため、武臣は趙王を名乗った。
周文は曹陽に2、3か月軍を留めた。追撃してきた章邯に敗れた。
二世二年（紀元前208年）11月、周文はさらに敗走して、澠池に十余日駐屯したが、章邯と戦い、またしても大敗する。周文は自刎して、陳勝の軍は大きな損害を受けた。
呉広の配下であった将軍の田臧は、周文の軍が敗れたと聞いて、滎陽の軍を奪うために、王（陳勝）の命令を偽って呉広を殺した。田臧は秦軍と戦ったが、敗北して戦死した。
同年12月、章邯に敗れ、敗走した陳勝も部下の荘賈に裏切られ殺された。

## 史料
- 『史記』